# Regering-Vanden Boeynants I
De regering-Vanden Boeynants I (19 maart 1966 - 17 juni 1968) was een Belgische regering. Het was een coalitie tussen de CVP/PSC (76 zetels) en de PVV/PLP (48 zetels).
De interpellatie van Jan Verroken (CVP) over de overheveling van het Franstalig deel van de Katholieke Universiteit Leuven naar Wallonië leidde tot het ontslag van de regering.
De regering volgde de regering-Harmel I op en werd opgevolgd door de regering-G. Eyskens IV.

## Vorming

### Ontslag van de regering-Harmel

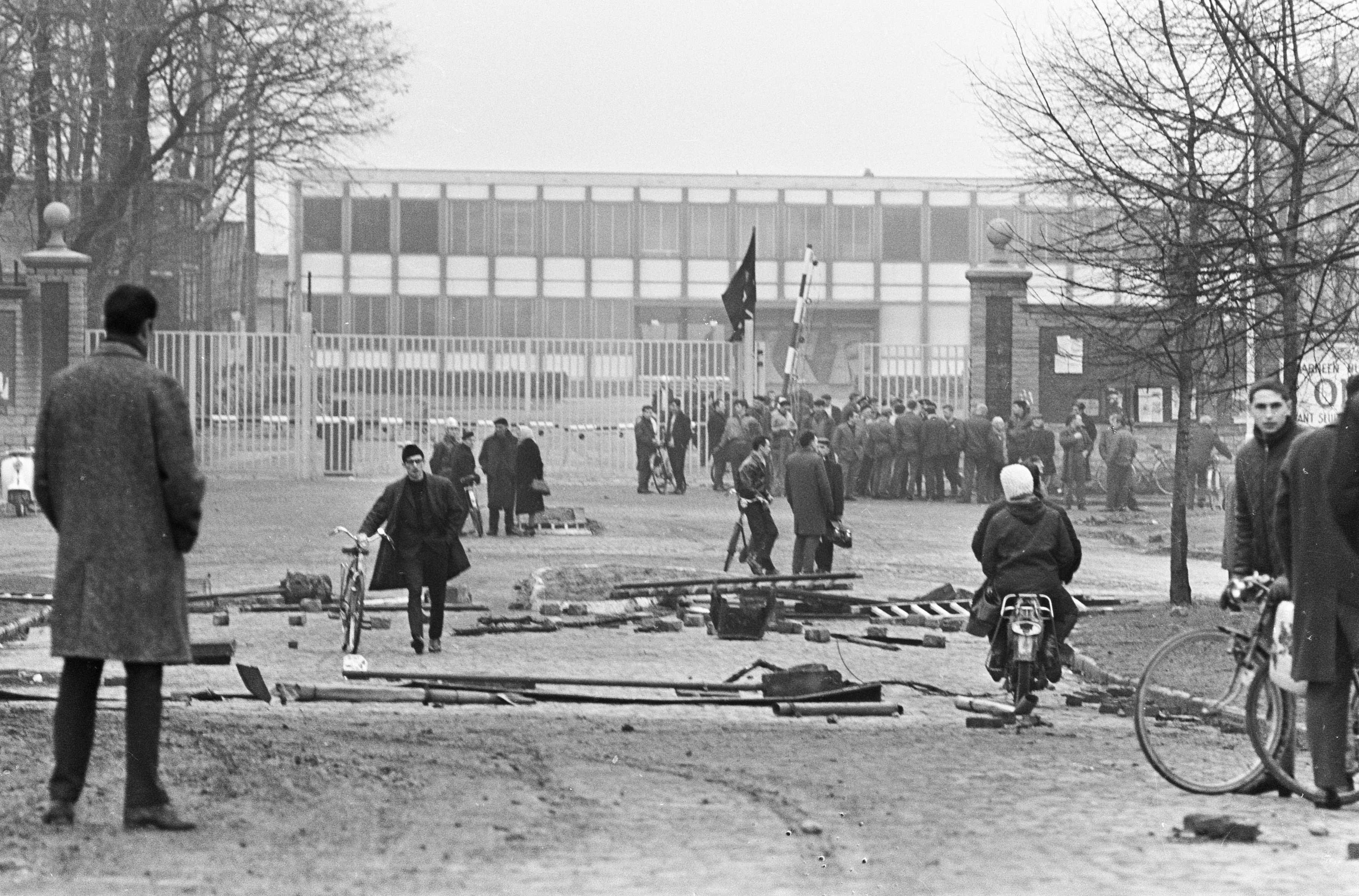
Onlusten aan mijningang Zwartberg.

De regering-Harmel werd sinds haar oprichting geconfronteerd met begrotingsproblemen. Op 27 augustus 1965 kondigde minister van Financiën Gaston Eyskens (CVP/PSC) aan dat de enige oplossing voor deze begrotingsproblemen was om de overheidsuitgaven te verminderen. De BSP/PSB was direct tegen dit idee en weigerde de uitgaven in de sociale en gezondheidssector te verlagen.
Om aan dit tekort tegemoet te komen, besloot de regering vijf steenkoolmijnen in Wallonië te sluiten en één in Limburg, waardoor een gewelddadige staking uitbrak. Het verbruik van steenkool nam immers af ten voordele van andere energiebronnen en de steenkool uit België was duurder dan die uit het buitenland. De sluiting van deze mijnen leidde tot onderhandelingen tussen de vertegenwoordigers van de mijnwerkers en de leden van de regering, maar de stakingen ondermijnden de stabiliteit van de overheid.
In de gezondheidssector waren de artsen en ziekenfondsen gekant tegen een verlaging van de sociale-zekerheidssubsidies. Zij wilden dat remgeld van 30 frank werd opgelegd aan patiënten in instellingen die op forfaitaire basis werken. Op het einde van de onderhandelingen weigerden de socialisten dat remgeld in te voeren en er werd geen akkoord bereikt tussen beide regeringspartijen.
Premier Pierre Harmel legde uiteindelijk zijn ontslag voor aan koning Boudewijn, maar deze weigerde het omdat, volgens hem, de regering nog niet alles had geprobeerd om tot een akkoord te komen. Ondanks de pogingen om tot een akkoord te komen tussen de partijen bleef de situatie bevroren en eindigde ze opnieuw met de presentatie aan de koning van het ontslag van de socialistische ministers op 10 februari 1966, gevolgd door die van de hele regering op 19 maart 1966.

### Vorming regering-Vanden Boeynants I
De Belgische unitariër Paul Vanden Boeynants (PSC/CVP) vormde hierna een sociaal-christelijke-liberale coalitie. De coalitie was het resultaat van uitgebreide onderhandelingen tussen de christelijke CVP/PSC en liberale partijen.
De efficiëntie die werd gebruikt door Vanden Boeynants tijdens de regeringsformatie werd verschillende keren bekritiseerd door de partijen. Een afgevaardigde van de BSP/PSB uitte in een artikel in de pers zijn vrees voor de voortzetting van het bondgenootschap tussen de christendemocraten en de socialisten. Volgens hen kon deze alliantie alleen maar leiden tot een versterking van de spanningen tussen de christendemocraten en de socialisten die al eerder bestonden.
Ook de PLP stond kritisch tegenover de werkwijze van Vanden Boeynants. Volgens hen had hij een fout gemaakt door geen duidelijke keuze te maken ten aanzien van de coalitiepartner en door rechtstreeks met zowel de socialistische als liberale partij te onderhandelen.
Paul Vanden Boeynants hanteerde zijn werkwijze vanwege zijn wens om een drieledige regering te vormen die "een dynamisch managementbeleid voert en 'zo weinig mogelijk aan politiek doet'"
De regering Vanden Boeynants I trad op 19 maart 1966 aan.

## Samenstelling
De regering bestond uit 19 ministers en 4 ministers-staatssecretarissen. De CVP/PSC had 12 ministers en 2 ministers-staatssecretarissen en de PVV/PLP had 7 ministers en 2  ministers-staatssecretarissen.
| Ambtsbekleder                 | Ambtsbekleder | Ambtsbekleder                              | Functie en bevoegdheden                                     | Partij                      |
| Kernkabinet                   | Kernkabinet   | Kernkabinet                                | Kernkabinet                                                 | Kernkabinet                 |
| ----------------------------- | ------------- | ------------------------------------------ | ----------------------------------------------------------- | --------------------------- |
|                               |               | Paul Vanden Boeynants (1919-2001)          | Premier belast met de Coördinatie van het Wetenschapsbeleid | PSC-CVP                     |
|                               |               | Willy De Clercq (1927-2011)                | Vicepremier Begroting                                       | PVV-PLP                     |
| Ministers                     |               |                                            |                                                             |                             |
|                               |               | Pierre Harmel (1911-2009)                  | Buitenlandse Zaken                                          | PSC-CVP                     |
|                               |               | Pierre Wigny (1905-1986)                   | Justitie en Franse Cultuur                                  | PSC-CVP                     |
|                               |               | Charles Héger (1902-1984)                  | Landbouw                                                    | PSC-CVP                     |
|                               |               | Léon Servais (1907-1975)                   | Tewerkstelling en Arbeid                                    | PSC-CVP                     |
|                               |               | Jacques Van Offelen (1916-2006)            | Economische Zaken                                           | PLP-PVV                     |
|                               |               | Renaat Van Elslande (1916-2000)            | Europese Zaken en Nederlandse Cultuur                       | CVP-PSC                     |
|                               |               | Alfred Bertrand (1913-1986)                | Verkeerswezen                                               | CVP-PSC                     |
|                               |               | Jos De Saeger (1911-1998)                  | Openbare Werken                                             | CVP-PSC                     |
|                               |               | Marguerite De Riemaecker-Legot (1913-1977) | Gezin en Huisvesting                                        | CVP-PSC                     |
|                               |               | Adhémar d'Alcantara (1920-2012)            | Middenstand                                                 | CVP-PSC                     |
|                               |               | Raphael Hulpiau (1910-1997)                | Volksgezondheid                                             | CVP-PSC                     |
|                               |               | Placide De Paepe (1913-1989)               | Sociale Voorzorg                                            | CVP-PSC                     |
|                               |               | Robert Henrion (1915-1997)                 | Financiën                                                   | extraparlementair (PLP-PVV) |
|                               |               | Frans Grootjans (1922-1999)                | Nationale Opvoeding                                         | PVV-PLP                     |
|                               |               | Herman Vanderpoorten (1922-1984)           | Binnenlandse Zaken                                          | PVV-PLP                     |
|                               |               | Charles Poswick (1924-1994)                | Landsverdediging                                            | PLP-PVV                     |
|                               |               | August De Winter (1925-2005)               | Buitenlandse Handelsbetrekkingen                            | PVV-PLP                     |
| Ministers-staatssecretarissen |               |                                            |                                                             |                             |
|                               |               | Yves Urbain (1914-1971)                    | Streekeconomie, adjunct bij de Eerste Minister              | PSC-CVP                     |
|                               |               | Henri Maisse (1909-1978)                   | Posterijen, Telegrafie en Telefonie                         | PLP-PVV                     |
|                               |               | Jan Piers (1920-1998)                      | Openbaar Ambt en Toerisme                                   | CVP-PSC                     |
|                               |               | Michel Toussaint (1922-2007)               | Nationale Opvoeding                                         | PLP-PVV                     |

## Maatregelen

### Communautaire spanningen
Een van de eerste maatregelen van de regering was dat de problemen tussen de gemeenschapen "in de koelkast" werden gezet, maar deze problemen zouden later toch terugkeren en een rol spelen in het einde van de regering.
De minister van Binnenlandse Zaken, Herman Vanderpoorten, nam het wetsvoorstel over, dat door Alfons Vranckx tijdens de vorige legislatuur werd ingediend, en richtte een commissie op die tot doel had de gemeenschapsrelaties te verbeteren en maakte er de wet van 1 juli 1966 van, die een permanente commissie voor de verbetering van de betrekkingen tussen de taalgemeenschappen oprichtte. Deze commissie had ook tot doel een oplossing te vinden voor het Brusselse probleem van het taalgebruik in Brussel en de Brusselse Rand.

### Economische crisis
Tussen 31 maart en 17 november 1967 kreeg de regering speciale bevoegdheden om "de economische expansie en het financieel evenwicht te garanderen" in een tijd van economische crisis tijdens de "Golden Sixties". Met deze speciale bevoegdheden heeft de overheid in een aantal sectoren bezuinigd en de overheidsuitgaven beter in de hand gehouden. Daartoe heeft de staat "een versterking en uitbreiding van de overheidssubsidies ter ondersteuning van economisch achtergestelde regio's" uitgevoerd.

### SHAPE en NAVO
Vanaf het begin van het ambtstermijn kreeg minister van Buitenlandse Zaken, Pierre Harmel, te maken met het standpunt van de Franse president Charles de Gaulle over de Europese integratie. Deze laatste had zijn beslissing aangekondigd om SHAPE (Supreme Headquarters Allied Powers Europe) in vredestijd te verlaten, wat betekende dat SHAPE een nieuw hoofdkwartier moest vinden. Tegenover deze situatie wilde minister Harmel dat België zijn zegje zou doen, in de wetenschap dat het de steun van een grotere macht nodig zou hebben om zijn stem te laten horen. Daartoe werd de minister van Buitenlandse Zaken op 20 mei 1966 door de Amerikaanse president Lyndon B. Johnson ontvangen in het Witte Huis, waar zij de toekomst van SHAPE en het belang van de NAVO voor de Belgische minister bespraken. Pierre Harmel uitte zijn ongenoegen over de beslissing van de Franse president en vertelde dat volgens hem een eenheid binnen SHAPE nodig was om het nuttig te maken voor de NAVO en dat hij België ging voorstellen als het nieuwe hoofdkwartier van SHAPE.

### Europese Economische Gemeenschap
Een ander probleem waarmee Pierre Harmel te maken had, was de Britse aanvraag voor het lidmaatschap van de Europese Economische Gemeenschap (EEG), die onder de leden omstreden was. De EEG-Raad van ministers van Buitenlandse Zaken van 18 en 19 december 1967 eindigde in een meningsverschil over de Britse kandidatuur. Frankrijk was van mening dat "het proces van sanering van de Britse economie moet worden voltooid voordat de aanvraag van Groot-Brittannië wordt heroverwogen ". In het licht van deze onenigheid en om het Europese integratieproces nieuw leven in te blazen, had de Belgische minister van Buitenlandse Zaken een voorstel gedaan aan de "Zes", dat pleitte voor "samenwerking tussen de Zes en de kandidaat-lidstaten op de gebieden die in de Verdragen van Rome zijn voorzien, maar ook voor de productie en aankoop van militair materieel, op specifieke gebieden van technologie en wetenschap, of voor de hulp die aan ontwikkelingslanden moet worden verleend ". Dit is wat later de Harmeldoctrine zal worden genoemd.

## Ontslag

### Gemeenschapsconflicten
België had al vóór het aantreden van de Vanden Boeynants I-regering te maken met conflicten tussen de taalgemeenschappen.
De onderhandelingen over overheidsprojecten voor het gebruik van talen in de administratie en het onderwijs hadden al sinds het begin van de jaren zestig van de twintigste eeuw voor politieke en communautaire problemen gezorgd. Zowel de Vlaamse Gemeenschap als de Franstalige Gemeenschap wilden in hun gemeenten en in het Brussels Hoofdstedelijk Gewest een speciaal statuut voor het gebruik van de talen. Pas in de taalwetgeving van 1962-1963 werd een compromis bereikt: eentaligheid in Vlaanderen en Wallonië en tweetaligheid in de Brusselse Rand. Er werd ook een speciaal statuut toegekend aan de randgemeenten van Brussel in het Hertoginnedal, waar Franstaligen als minderheid woonden. Deze gemeenten kregen administratieve taalkundige voorzieningen en basis- en kleuteronderwijs in het Frans. Dit conclaaf bracht ontevredenheid bij de Vlamingen die er "de voortdurende dreiging van verfransing in Brussel en zijn rand" in zagen.
Deze communautaire conflicten bleven bestaan onder de regering-Vanden Boeynants I, ondanks de poging van de regering om ze "in de koelkast" te zetten. De Leuvense zaak zou de oorzaak zijn van het uitbreken van deze conflicten.

### De Leuvense zaak

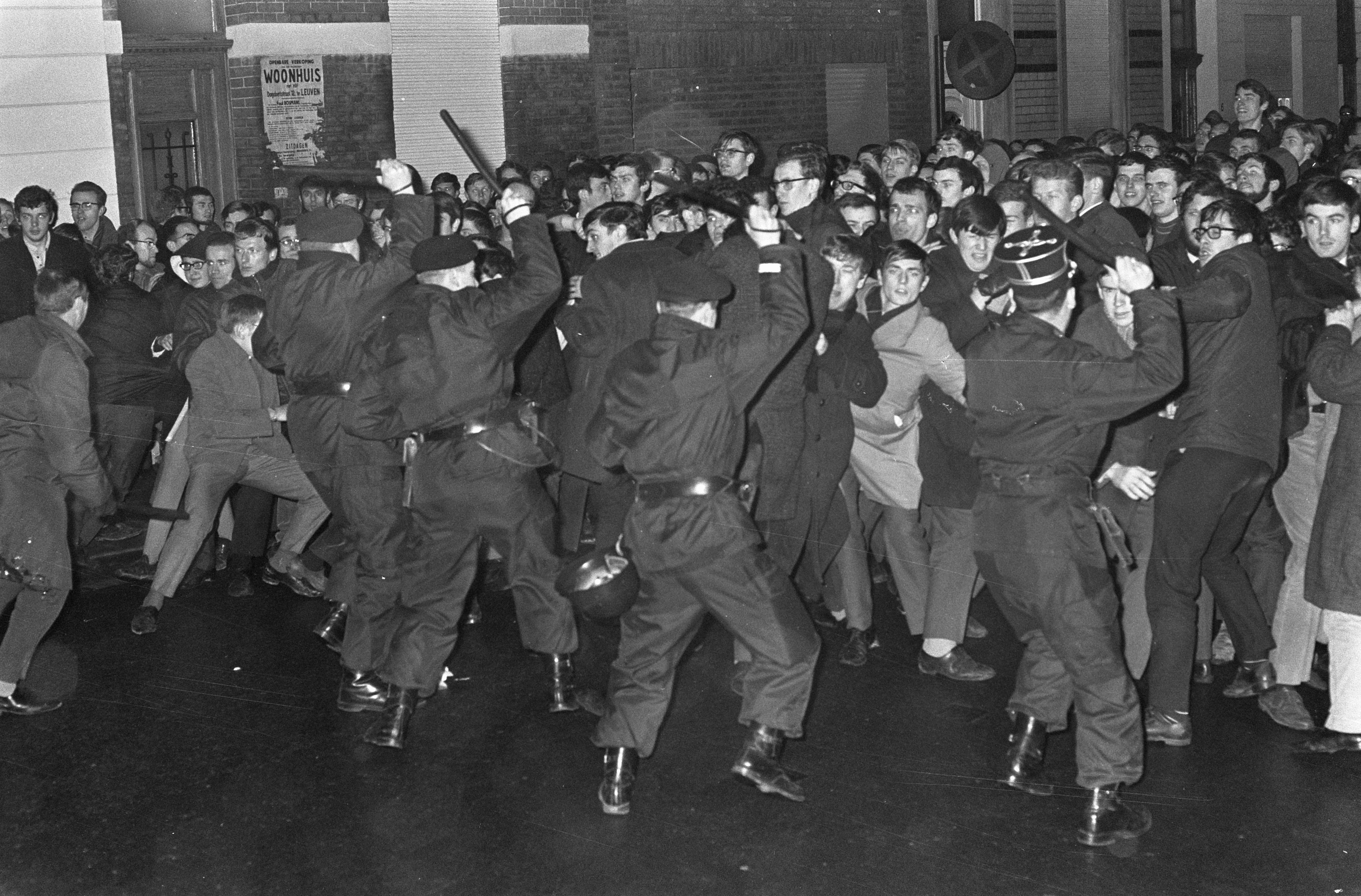
Staking Vlaamse studenten te Leuven, voor de gevangenis werd de menigte uit elkaar geslagen (18 januari 1968).

Sinds enkele jaren ondervond de Katholieke Universiteit Leuven moeilijkheden binnen haar organisatie. De uitbreiding ervan en de oprichting van een Franstalige Université Catholique de Louvain, los van de Nederlandstalige sectie, was het onderwerp van veel discussie en de relaties tussen de Walen en de Vlamingen binnen de universiteit werden steeds slechter, met de Vlaamse nationalisten die de Franstalige sectie wilden sluiten en de uitwijzing van de Franstaligen uit de universiteit.
Deze spanning tussen Vlaamse en Franstalige studenten barstte los toen Vlaamse universiteitsstudenten op straat demonstreerden met hun slogan "Walen Buiten" om het vertrek van de Franstalige studenten te eisen. Hun motivatie was tweeledig: ze maakten zich zorgen over de aantasting van de Franstalige cultuur en ook over de macht die aan de verschillende afdelingen van de universiteit werd toegekend.
Premier Paul Vanden Boeynants liet het eerst aan de bisschoppen over om het conflict op te lossen en op 20 januari 1968 kwamen de bisschoppen in Brussel bijeen om te proberen een oplossing te vinden. Ondanks hun discussies konden ze geen overeenstemming bereiken en bleven ze verdeeld over de Leuvense kwestie.
Op 5 februari 1968 begon een politieke week die het begin was van een grote crisis die zou leiden tot de ontbinding van de regering. Onder druk van het parlementslid Jan Verroken (CVP/PSC) en bepaalde partijen kwam de regering bijeen over de Leuvense kwestie om een oplossing te vinden. Na lange onderhandelingen kondigde de premier op 7 februari 1968 aan dat verschillende ministers hun wens hadden geuit om uit de regering te treden vanwege het gebrek aan overeenstemming tussen de partijen. De christendemocratische ministers verklaarden dat zij "de ontwerpverklaring die de eerste minister 's middags in de Kamer wilde afleggen, niet konden aanvaarden, aangezien het principe om de Franse afdeling van de Katholieke Universiteit Leuven naar Wallonië over te brengen daar niet werd erkend.
De affaire-Leuven was voor Paul Vanden Boeynants de aanleiding om het ontslag van zijn regering aan koning Boudewijn voor te leggen, dat deze laatste op 7 februari 1968 aanvaardde.